# Други османско-египатски рат
Други османско-египатски рат вођен је у периоду од 1839. до 1841. године између војске Османског царства са једне и војске Египатског ејалета са друге стране. Завршена је победом Турске и њених савезника и напуштањем Сирије од стране Египћана.

## Узроци
Турско царство се средином прве половине 19. века налазило у великој кризи. Источно питање двадесетих година било је обележено Грчким ратом за независност. Устаници су добијали велику помоћ западних сила које су биле заинтересоване за проучавање античке историје Грчке. Резултат је победа устаника и формирање Краљевине Грчке, прве независне државе на Балкану. Исте, 1830. године, Османско царство губи једну од три западне провинције на просторија северозападне Африке. Под изговором увреде конзуларног представника, Французи окупирају Алжир (7. јул). Користећи се слабошћу Османског царства, египатски владар Мухамед Али у првом османско-египатском рату заузима Сирију.

## Рат
Махмуд II се није помирио са одредбама мира у Китахји. Августа 1838. године, турска војска под Хафиз-пашом, концентрисала се код Малатје. Априла следеће године, Турци су, уз велике напоре, прешли Торос и прикупили се у Биреџику на обали горњег Еуфрата. Одлучујућа битка против египатске војске Ибрахим-паше вођена је 23-4. јуна код Низипа. Египатска војска од око 43.000 људи нанела је потпуни пораз Турцима који су бројали око 30.000 људи. Шест дана касније, умро је турски султан Махмуд. Сазнавши за султанову смрт, велики адмирал Ахмед-паша је предао своју флоту Мухамед-Алију у Александрији. Тада су се у рат умешале велике силе: Велика Британија, Русија, Аустрија и Пруска. Ниједној од великих сила није одговарао пораз „болесника на Босфору“. Мешовита флота великих сила искрцала се 9. септембра 1840. године између Бејрута и Триполија. Британски адмирал Чарлс Нејпијер заузео је Ако 3. новембра. Ибрахим-паша се повлачи у Египат. Нејпијер се половином новембра појавио у Александрији. Мухамед-Али је принуђен да султану врати флоту и евакуише Сирију.